# Guerres de Silésie
Ne doit pas être confondu avec Insurrections de Silésie.
Guerres de Silésie
Batailles
1re guerre de Silésie 1740-1742 
Succession d'Autriche
- Mollwitz
- Chotusitz

Traité de Breslau
2e guerre de Silésie 1744-1745 
Succession d'Autriche
- Hohenfriedberg
- Soor
- Kesselsdorf

Traité de Dresde
3e guerre de Silésie 1756-1763
Guerre de Sept Ans
- Lobositz
- Reichenberg
- Prague
- Kolin
- Moys
- Rossbach
- Breslau
- Leuthen
- Domstadtl
- Zorndorf
- Hochkirch
- Kunersdorf

Traité de Hubertusburg

Couronne de Bohême en 1618.

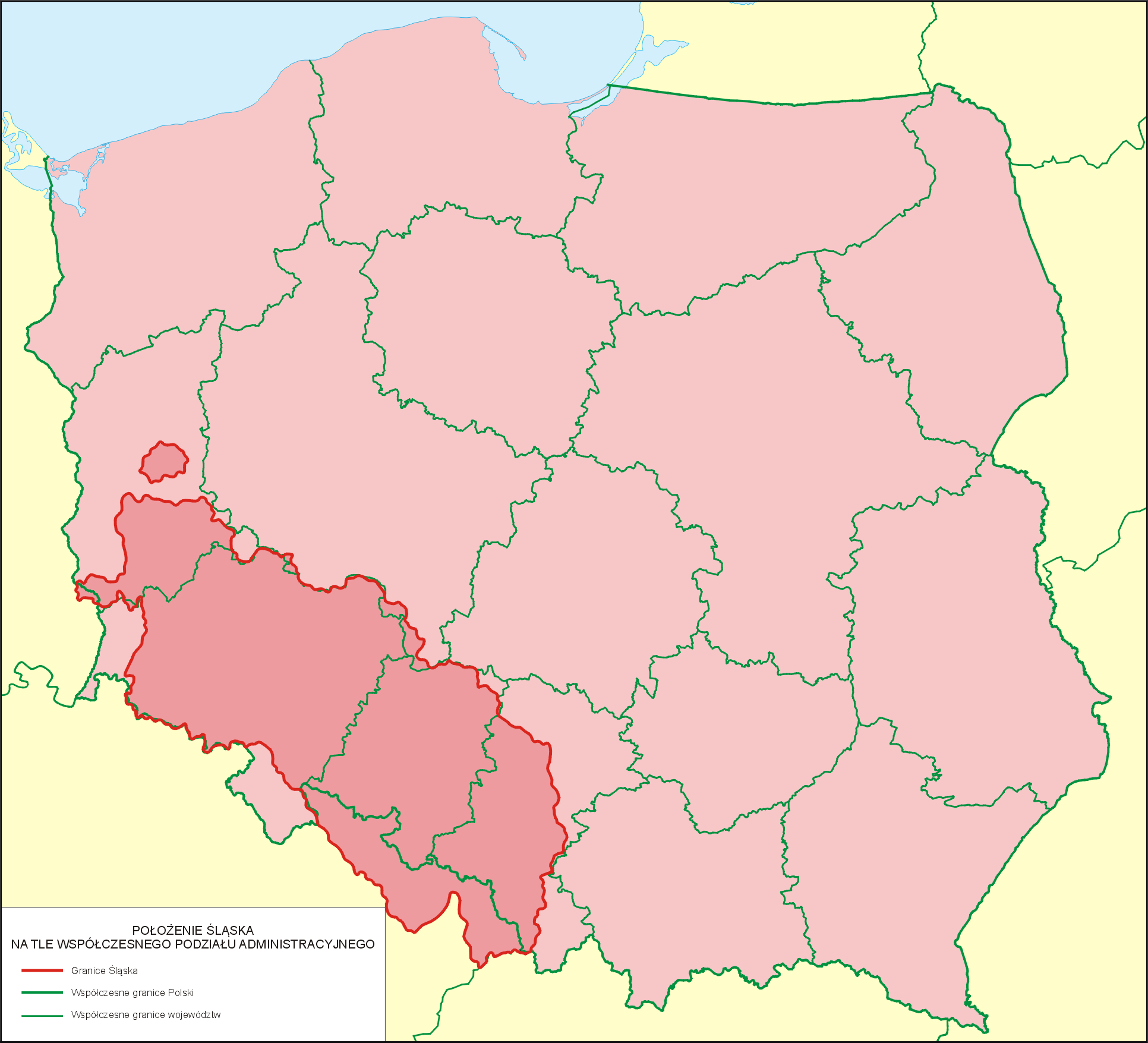
Silésie, dans la Pologne actuelle.

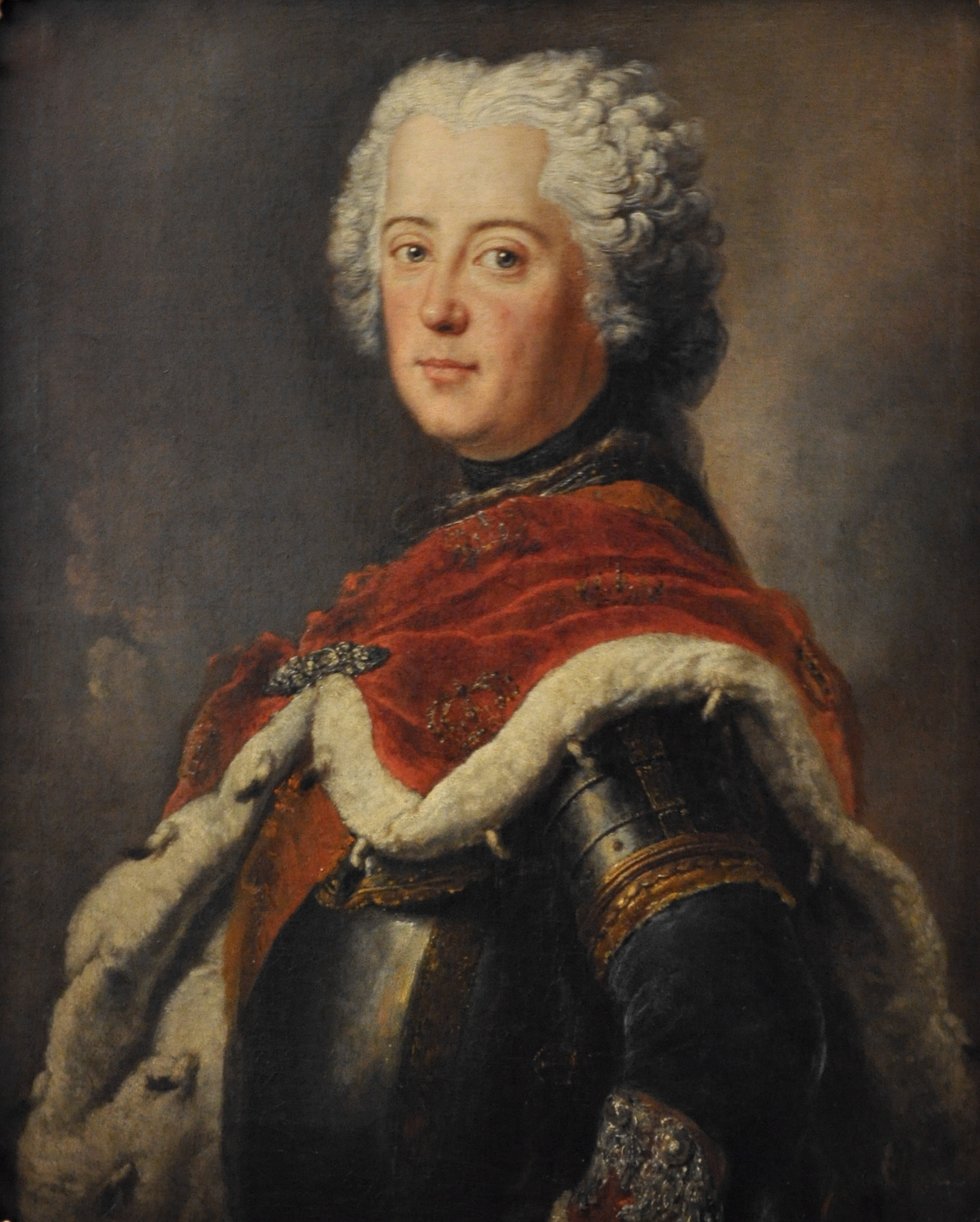
Frédéric II vers l'an 1740, portrait d'Antoine Pesne.

Les guerres de Silésie sont les trois conflits qui ont opposé de 1740 à 1763 la Prusse de Frédéric II et l'Autriche de Marie-Thérèse, principalement au sujet de la Silésie, province relevant au départ de la couronne de Bohême, donc de la maison de Habsbourg qui règne à Vienne. 
La première guerre de Silésie (1740-1742) et la seconde (1744-1745) sont contemporaines de la guerre de Succession d'Autriche. Frédéric ayant dès 1741 occupé la plus grande partie de la Silésie, le traité de Breslau (1742) entérine ses conquêtes et rétablit la paix. La guerre reprend cependant en 1744 et l'Autriche est de nouveau vaincue ; le traité de Dresde (1745) confirme la cession de la Silésie à la Prusse.  
La troisième guerre de Silésie se déroule dans le cadre de la guerre de Sept Ans (1756-1763) et se termine au traité de Hubertsbourg (1763), signé indépendamment du traité de Paris entre la France et la Grande-Bretagne : il confirme de nouveau la conquête de la Silésie par la Prusse. 
Grâce à cette annexion, la Prusse double sa population, gagne une région riche et devient la cinquième grande puissance européenne.

## Première guerre (1740–1742)

### Origines
Après la mort de son père Frédéric-Guillaume Ier le 31 mai 1740, Frédéric II devient roi en Prusse.
Quelques mois plus tard, le 20 octobre 1740, l'empereur Charles VI meurt à Vienne sans descendance mâle. Mais, selon la Pragmatique Sanction qu'il avait édictée en 1713, ses filles peuvent lui succéder à la tête des domaines patrimoniaux des Habsbourg, en l'occurrence en 1740 l'archiduchesse Marie-Thérèse d'Autriche, âgée de 23 ans, épouse de François de Lorraine, devenu grand-duc de Toscane. 
Plusieurs pays européens, qui ont pourtant accepté la Pragmatique Sanction, pensent pouvoir profiter de la jeunesse et de l'inexpérience de Marie-Thérèse et forment contre l'Autriche une coalition regroupant la Prusse, l'électorat de Bavière, la France, l'électorat de Saxe, l'électorat de Cologne, le royaume d'Espagne, la Suède et le royaume de Sicile.
Marie-Thérèse parvient à s'allier à la Grande-Bretagne, au royaume de Sardaigne et à l'Empire russe. 

### L'ultimatum prussien sur la Silésie (11 décembre 1740)
Tandis que l'électeur de Bavière Charles Albert revendique le trône impérial, le 11 décembre 1740, Frédéric II lance un ultimatum à la cour de Vienne, exigeant la cession de la Silésie. Il invoque un contrat conclu plus de 200 ans auparavant selon lequel le duché silésien de Liegnitz avec Wohlau et Brieg devait revenir aux margraves de Brandebourg de la maison de Hohenzollern à l'extinction de la maison ducale des Piast. Toutefois, l'empereur Ferdinand Ier avait à l'époque rejeté cet accord, et, en 1686, l'électeur Frédéric-Guillaume de Brandebourg avait lui-même renoncé à ces droits. 

### Déroulement de la guerre (décembre 1740-mai 1742)
Cinq jours plus tard, sans avoir attendu la réponse, Frédéric envahit la province autrichienne faiblement défendue par deux corps d'armée de 27 000 hommes au total. Dès la fin de janvier 1741, la plus grande partie de la Silésie est occupée par les troupes prussiennes, les forces autrichiennes s'étant retirées dans les forteresses de Glogau, de Brieg et de Neisse. 
Pendant la campagne du printemps 1741, le général prussien Léopold II d'Anhalt-Dessau prend Glogau le 9 mars alors qu'une armée autrichienne approche sous le commandement du maréchal Wilhelm Reinhard de Neipperg. Les Prussiens commandés par Frédéric et Curt Christophe de Schwerin emportent difficilement la sanglante bataille de Mollwitz, près de Brieg, le 10 avril 1741. 
En juin, la France et la Bavière concluent une alliance avec la Prusse et l'armée française s'avance jusqu'en Bohême en direction de Prague. Pour diviser ses adversaires, Marie-Thérèse propose un accord à Frédéric II (9 octobre 1741), cédant la Basse-Silésie jusqu'à la rivière Neisse, en contrepartie de la fin de la guerre. Mais l'armée prussienne entre à son tour en Bohême et conquiert la forteresse d'Olmütz (26 décembre). 
Le 17 mai 1742, l'armée prussienne commandée par Frédéric remporte la bataille de Chotusitz, victoire décisive sur les forces autrichiennes commandées par Charles-Alexandre de Lorraine, frère de François de Lorraine.

### La paix de Breslau et le traité de Berlin

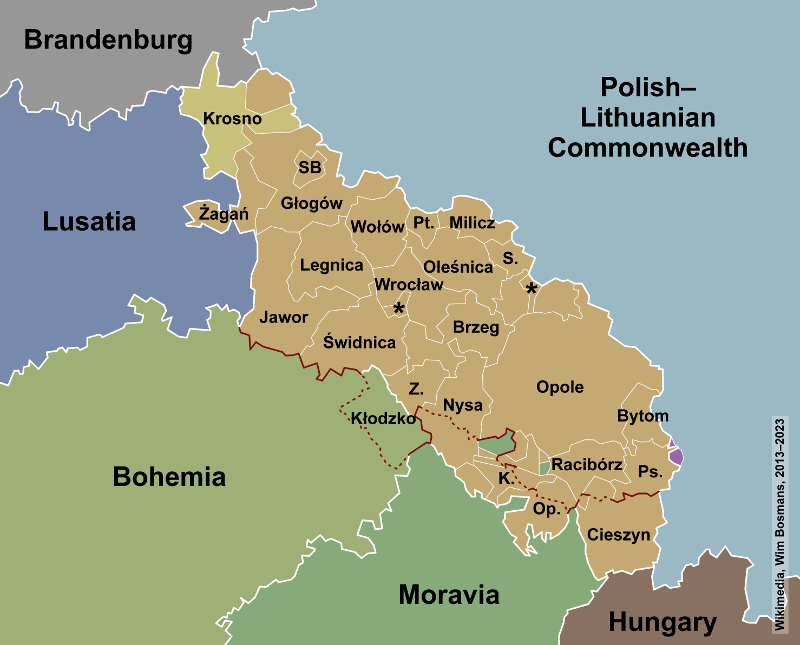
La division (ligne rouge) de la Silésie entre la Prusse et l'Autriche, par la paix de Breslau en 1742.

Le 11 juin 1742, le traité de Breslau met fin aux combats. Les conditions de cet armistice sont confirmées par le Traité de Berlin (1742) signé le 28 juillet, qui conclut la première guerre de Silésie.
La plus grande partie de la Silésie jusqu'à la rivière Oppa au sud-est ainsi que le comté bohémien de Glatz passent aux mains de la Prusse. Seule la partie sud, c'est-à-dire les duchés de Teschen, de Jägerndorf et de Troppau, reste sous le contrôle des Habsbourg (Silésie bohémienne, puis, après 1849, Silésie autrichienne) .
En échange, la Prusse quitte l'alliance contre les Habsbourg et s'engage à reprendre la dette de l'Autriche envers la Grande-Bretagne, dont le roi George II approuve le traité en tant qu'État garant. 
La France et la Bavière expriment leur déception devant cet abandon par Frédéric de leur alliance. Fin 1742, leurs armées sont obligées de quitter Prague et de battre en retraite dans des conditions difficiles.
La paix entre la Prusse et l'Autriche est seulement apparente, puisque la guerre va reprendre deux ans plus tard.

## Seconde guerre (1744–1745)

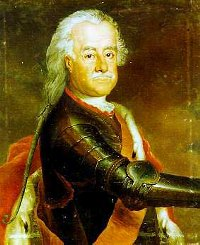
Léopold d'Anhalt-Dessau.

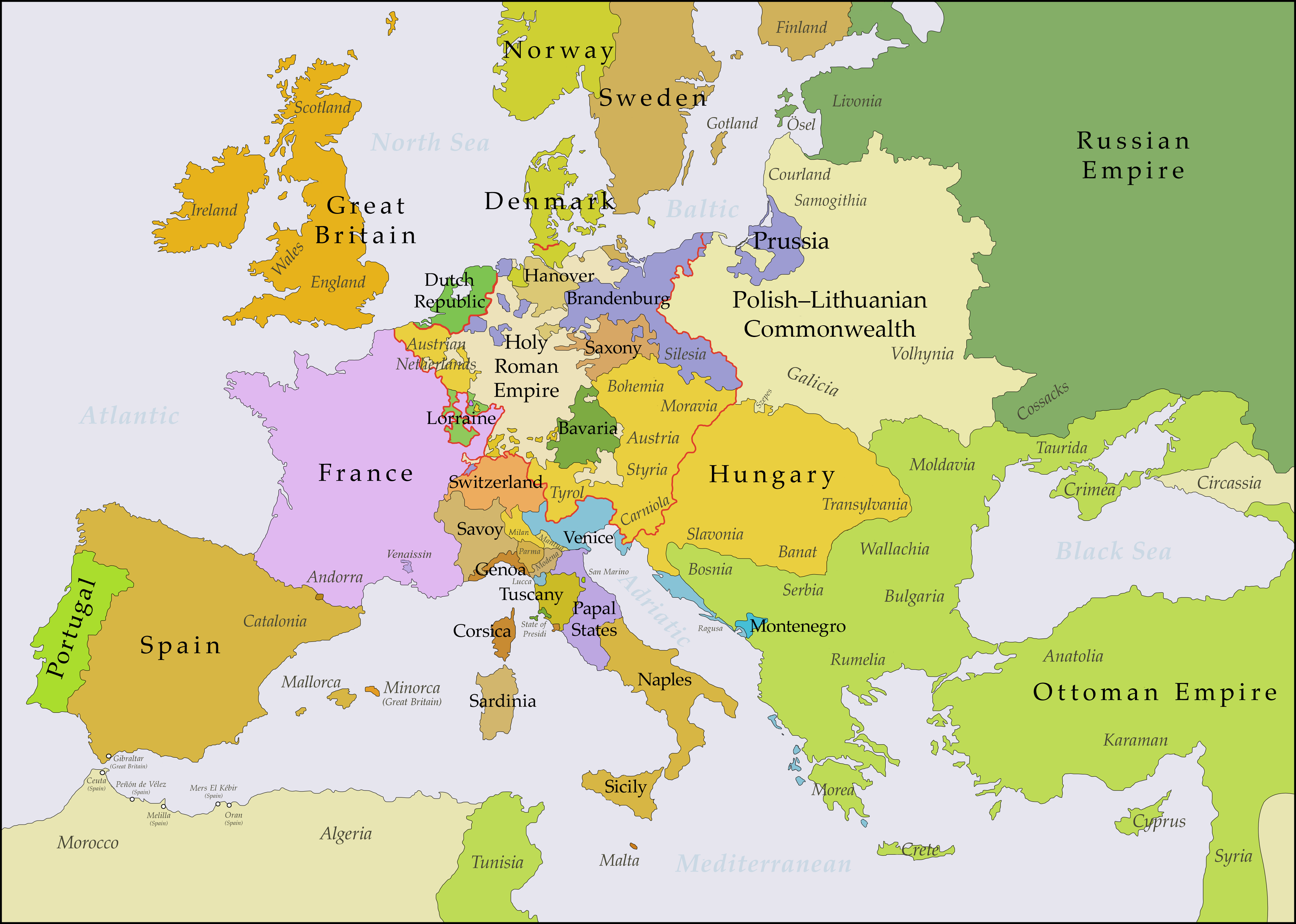
Europe 1748-1766.

### Succès autrichiens contre la France et la Bavière (1742-1743)
Après les accords de paix avec la Prusse, Marie-Thérèse d'Autriche doit encore combattre la France et la Bavière, dont le duc Charles Albert a été élu empereur en janvier 1742. En juin 1742, des troupes autrichiennes envahissent la Bavière. En Bohême, l'armée française est forcée de quitter Prague (décembre 1742). Les combats se poursuivent en 1743 en Bavière et autour du Rhin.

### La Prusse de nouveau en guerre (1744-1745)
Frédéric, inquiet de ces succès autrichiens et désirant garantir l'annexion de la Silésie, rejoint (5 juin 1744), la coalition entre la Bavière, la France et l'Espagne, ainsi que la Saxe, la Suède, le royaume de Naples, l'électorat de Cologne et le Palatinat du Rhin. Un pacte de défense mutuelle est conclu avec la Russie.
En août 1744, 80 000 soldats prussiens envahissent la Bohême, s'emparant de Prague en seulement deux semaines. 
L'année suivante, la situation devint difficile pour la Prusse lorsque l'Autriche et la Bavière concluent la paix de Füssen (22 avril 1745), à la suite de la mort de Charles Albert, dont le successeur Maximilien III préfère se réconcilier avec l'Autriche et renonce à devenir empereur.
Néanmoins, les forces prussiennes écrasent les Autrichiens à la bataille de Hohenfriedberg (4 juin) et à Soor (30 septembre). En décembre 1745, le maréchal prussien Léopold Ier d'Anhalt-Dessau envahit la Saxe, bat l'armée des alliés à la bataille de Kesselsdorf et occupe Dresde, la capitale.

### Le traité de Dresde
Des pourparlers de paix commencent alors, fortement encouragés par le roi George II, qui est aux prises avec une rébellion jacobite en Écosse. En outre, les finances prussiennes sont épuisées et Frédéric ne veut pas trop affaiblir l'Autriche face à la France et à l'Espagne. 
Frédéric et Marie-Thérèse concluent donc le traité de Dresde le 25 décembre 1745. 
L'appartenance de la Silésie à la Prusse est réaffirmée ; Frédéric reconnaît François de Lorraine, élu le 13 septembre 1745, comme empereur. Le grand perdant est la Saxe : elle doit verser une énorme indemnité de guerre à la Prusse : 1 000 000 de Reichsthaler (thalers de l'Empire). 
La cantate Gloria in excelsis Deo (BWV 191) de Jean-Sébastien Bach est jouée pour la première fois en ce jour de Noël 1745 pour célébrer le traité, qui met fin aux épreuves imposées à la région par la guerre.

## Troisième guerre (1756–1763)
La troisième guerre fit partie du conflit plus large de la guerre de Sept Ans entre, l'Autriche, la Russie, la France, l'Espagne, la Saxe, la Suède et de nombreux États allemands, et de l'autre  , la Prusse, la Grande-Bretagne (dont le roi était également électeur de Hanovre) et d'autres États allemands.
Les Autrichiens tentaient une autre fois de reprendre la Silésie, et Frédéric choisit donc de mener une attaque préventive en août 1756. Sans déclaration de guerre, il envahit la Saxe et vainquit les Saxons à Pirna. Il attaqua ensuite la Bohême et prit Prague en mai 1757, mais les Autrichiens lui infligèrent peu après une défaite à Kolin. Frédéric dut donc évacuer la Bohême, et ses ennemis se déployèrent en Silésie.
Frédéric parvint à se rétablir; en remportant la bataille de Rossbach sur les Français le 5 novembre 1757 et celles de Leuthen et de Luna sur les Autrichiens en décembre. il reprit la Silésie. Cependant, les Russes atteignirent l'Oder en juin 1758, et les Autrichiens battirent les Prussiens à Hochkirch (14 octobre 1758) et surtout à Kunersdorf (12 août 1759) et occupèrent la Saxe.
Frédéric se rétablit avec les victoires de Leignitz et Torgau sur les Autrichiens. En regroupant ses forces contre l'Autriche, Frédéric reprit la Silésie et obligea Marie-Thérèse à signer le traité de Hubertsbourg, le 15 février 1763. La Prusse conserva à nouveau la Silésie jusqu'en 1945.

## Sources
1. ↑  De 1701 à 1772, l'électeur de Brandebourg est dans le cadre du Saint Empire « roi en Prusse » (c'est-à-dire dans la région appelée plus tard « Prusse orientale », qui ne fait pas partie de l'Empire ; ce n'est qu'en 1772 qu'est reconnu le titre de « roi de Prusse ».
2. ↑  Les anciens duchés silésiens d'Auschwitz, de Zator et de Sievers ne sont pas concernés par ces dispositions, car ils relèvent de la couronne du royaume de Pologne depuis le XVe siècle)

- (en) Silesian Wars. (2006). Dans Encyclopædia Britannica.